# Michel na Balada
Michel na Balada (или просто Na Balada) — концертный альбом бразильского артиста Мишела Тело, издан в 2011 году. Альбом стал популярен, после выхода сингла «Ai se eu te pego!».

## Список композиций на CD
CD
1. «Ai se eu te pego!» (2:50)
2. «Humilde residência» (3:13)
3. «Coincidência» (3:03)
4. «Vamo Mexê» Part. Especial: Bruninho & Davi (2:44)
5. «Se eu não for» (2:50)
6. «Desce do muro» (2:31)
7. «Pra ser perfeito» (3:07)
8. «Pensamentos bons» Part. Esp.: Teófilo Teló (3:21)
9. «Se intrometeu» (2:47)
10. «Eu te amo e Open Bar» (3:22)
11. «Fugidinha» (3:07)
12. «Ponto certo» (3:16)
13. «E mara» (2:53)
14. Pop-porri (medley) «Telefone Mudo» / «Boate Azul» (3:28)
15. «Vida bela vida» (4:02)

Переиздание (2012)
1. «If I Catch You» (Chill Version I) (2:51)
2. «Ai Se Eu Te Pego» (Worldwide RMX) (совместно с Pitbull) (4:05)
3. «Bara Bará Bere Berê» (2:44)

## Список композиций на DVD
На DVD треки идут в несколько изменённом порядке, и добавлена композиция «Ei, psiu beijo me liga». В дополнении DVD включает клипы на песни  «Pra ser perfeito» и «Ai se eu te pego!», а также «Making of» (о том, как записывался альбом).
1. «Ai se eu te pego!»
2. «Humilde residência»
3. «Coincidência»
4. «Se intrometeu»
5. «Se eu não for»
6. «Pra ser perfeito»
7. «Desce do muro»
8. «Pensamentos bons»(Part. especial Teofiló Teló)
9. «Eu te amo e Open Bar»
10. «Fugidinha»
11. «Ponto certo»
12. «Vamo Mexê» (Part. especial Bruninho & Davi)
13. «E mara»
14. Pop-porri (medley) «Telefone Mudo» / «Boate Azul»
15. «Vida bela vida»
16. «Ei, psiu beijo me liga»

Дополнение:
- Клип на композицию «Pra ser perfeito»
- Клип на композицию «Ai se eu te pego!»
- Making Of (о создании альбома)

## Сертификации
| Страна     | Организация | Статус     |
| ---------- | ----------- | ---------- |
| Франция    | SNEP        | Платиновый |
| Польша     | ZPAV        | Платиновый |
| Португалия | AFP         | Платиновый |
| Швейцария  | IFPI        | Золотой    |